# Яшунський Роман Вікторович
Роман Вікторович Яшунський (грец. Ρωμανὸς Γιαζούνσκιϊ в чернецтві Нектарій грец. Νεκτάριος; 11 серпня 1966, Ленінград, РРФСР) — колишній єпископ Ламійського синоду церкви ІПХ Греції, єпископ Олімпійський (2007—2016); піснеписець, перекладач.
У 2016 році склав з себе єпископський сан і став «приватною особою, не представляє будь-яку релігійну структуру чи організацію».

## Біографія
Народився 11 серпня 1966 року в Ленінграді.
21 березня 1989 року з благословення єпископа Іваново-Вознесенського Амвросія (Щурова) ієромонахом Філіпом (Майзеровым) був пострижений у чернецтво з ім'ям Іона.
23 липня 1989 року був висвячений у сан ієродиякона катакомбним єпископом Ісаакієм (Анискіним). У тому ж році повернувся в юрисдикцію Російської православної церкви і проживав у Свято-Духовому монастирі у Вільнюсі.
31 жовтня 1990 року митрополитом Санкт-Петербурзьким Іоанном (Снычевым) в Иоанновском монастирі повторно висвячений у сан ієродиякона. 12 травня 1994 року вийшов за штат Санкт-Петербурзької митрополії.
У червні 1994 року, перебуваючи в Німеччині, архієпископом Берлінським і Німецьким Марком (Арндтом) був прийнятий у спілкування з Російською православною церквою закордоном, а в липні 1994 року отримав пропозицію єпископа Ішимського Євтихія (Курочкіна) про зарахування в клір Ішиської єпархії, але відмовився від нього.
Влітку 1995 року проживав у монастирі свв. Кипріяна і Іустини. 17 грудня 1995 року архієпископом Афінським Хризостомом (Киусисом) через хіротесію був прийнятий в юрисдикцію Флоринитского синоду і в той же день висвячений у сан ієромонаха з нареченням імені Нектарій на честь святителя Нектрария Егінського.
11 (24) октября 2007 года в храмі на честь Святого Пояса Богородиці на засіданні Ламийского Синоду в Афінах був обраний для висвячення в сан єпископа. 25 жовтня у катедральному храмі Святих Апостолів в Афінах архієпископом Афінським і всієї Греції Макарієм, митрополитами Фтиотидским і Фавмакским Каллиником, Солунським Євфимієм, Месогейський і Островів Христофором і єпископом Гардикійським Афанасієм був висвячений в сан єпископа Олімпійського.
Володіє давньогрецькою і новогрецькою мовами. Здійснив переклади на російську мову ряду праць свт. Григорія Палами, Максима Сповідника, Кирила Олександрійського, Никифора Григоры.